# La Guadalupe
La Guadalupe è un distretto dipartimentale della Colombia facente parte del dipartimento di Guainía.